# Magdalene College (Cambridge)
Magdalene College (AFI: [ˈmɔːdlɪn], pron. MAWDlin) é uma faculdade constituinte da Universidade de Cambridge, na Inglaterra, Reino Unido.
Foi fundado em 1428 como um albergue beneditino, e com o tempo passou a ser conhecido como Buckingham College, antes de ser refundado em 1542 como Faculdade de Santa Maria Madalena. O Magdalene College tem alguns dos maiores beneméritos, incluindo o principal nobre britânico, o Duque de Norfolk, o Duque de Buckingham, e o Lord Chief Justice Sir Christopher Wray. Sua refundação, no entanto, foi obra de Sir Thomas Audley, Lord Chancellor durante o reinado de Henrique VIII. Audley também deu ao College o seu lema — garde ta foy — "defenda sua fé", em francês antigo. Os sucessores de Audley na Mastership e como beneméritos do Magdalen College, no entanto, tiveram uma tendência a cair em desgraça; ao longo da história diversos dos ocupantes destes cargos foram presos, acusados de traição e executados.
O ex-aluno mais famoso do Magdalen College é Samuel Pepys, cujos manuscritos e livros foram doados à instituição após a sua morte e estão atualmente no Edifício Pepys. A faculdade tem um retrato do célebre diarista de autoria de Sir Peter Lely em seu salão principal. Magdalen é célebre por seu estilo 'tradicional', orgulhando-se tanto de seu célebre formal hall, realizado todas as noites à luz de velas, e por ter sido o último College tanto da Universidade de Cambridge quanto de Oxford a aceitar mulheres (em 1988). Isto gerou, na época, diversos protestos feitos por alunos de graduação, que vestiam faixas negras em seus braços e hastearam a bandeira do College a meio pau.
Os antigos edifícios do Magdalene College representam o crescimento periclitante da instituição, a partir das fundações construídas pelos monges até se tornar um centro de educação. Também é marcante pelo fato da maioria de seus edifícios terem sido construídos com tijolos em vez de pedra (com a exceção da parte da frente do Edifício Pepys). A Magdalene Street divide a maior parte dos edifícios antigos das adições mais recentes. Um dos blocos de acomodações da parte mais nova da faculdade foi construída por Sir Edwin Lutyens, no início da década de 1930.
Magdalene continua a ser, apesar de suas expansões do século XX, uma das menores faculdades dentro da Universidade de Cambridge, com pouco mais de 300 estudantes de graduação e uma pequena, embora crescente, comunidade de pós-graduandos. Em 2005 foi inaugurada a Cripps Court, na Chesterton Road, com novas salas para estudantes de graduação e recintos para conferências.